# Codonorchis lessonii
Codonorchis
Espèce
Classification phylogénétique
Codonorchis lessonii est une espèce de plantes à fleurs de la famille des Orchidaceae, de la sous-famille des Orchidoideae et de la tribu des Codonorchideae.

## Nomenclature
Elle est nommée « Palomita » en Argentine ; « Dog Orchid » en anglais.

## Description
C'est une plante pérenne haute de 30 à 50 cm dont les rhizomes forment des tubercules. Les feuilles, d'un vert brillant, arrondies et regroupées en 3 (rare 2 ou 4) se trouvent approximativement au milieu de la tige. Les fleurs sont blanches de 3,5 cm de diamètre et solitaires à l'extrémité sommitale de la tige. Les fruits sont des capsules de 1 cm de large de couleur marron.

## Habitat
Elles se trouvent dans des aires sombres et humides des bois et forêts.

## Distribution
C'est une plante endémique de la Patagonie. On l'observe depuis la province de Neuquén jusqu'en Terre de Feu, sur l'Île des États, l'Île Navarino, et toutes les îles autour du cap Horn et de la cordillère Darwin.

## Usage
Malgré l'esthétisme de cette plante et de ses fleurs, elle n'est pas utilisée pour l'ornement des jardins.